# Косіхинський район
Косі́хинський район (рос. Косихинский район) — район у складі Алтайського краю Російської Федерації.
Адміністративний центр — село Косіха.

## Населення
Населення — 15638 осіб (2019; 17927 в 2010, 20494 у 2002).

## Адміністративний поділ
Район адміністративно поділяється на 11 сільських поселень (сільських рад):
| Поселення                     | Площа, км² | Населення, осіб (2002) | Населення, осіб (2010) | Населення, осіб (2019) | Центр        | Населені пункти |
| ----------------------------- | ---------- | ---------------------- | ---------------------- | ---------------------- | ------------ | --------------- |
| Баюновська сільська рада      | 102,90     | 1642                   | 1554                   | 1259                   | Український  | 4               |
| Верх-Жилинська сільська рада  | 116,16     | 680                    | 460                    | 386                    | Верх-Жилино  | 1               |
| Глушинська сільська рада      | 112,65     | 659                    | 561                    | 498                    | Глушинка     | 1               |
| Каркавінська сільська рада    | 201,39     | 1044                   | 785                    | 631                    | Каркавіно    | 3               |
| Контошинська сільська рада    | 358,50     | 1979                   | 1664                   | 1324                   | Контошино    | 4               |
| Косіхинська сільська рада     | 223,42     | 5980                   | 5490                   | 5008                   | Косіха       | 2               |
| Лосіхинська сільська рада     | 241,70     | 1317                   | 1006                   | 826                    | Лосіха       | 2               |
| Малаховська сільська рада     | 98,37      | 798                    | 704                    | 678                    | Малахово     | 1               |
| Налобіхинська сільська рада   | 61,39      | 4572                   | 4305                   | 3897                   | Налобіха     | 3               |
| Плотниковська сільська рада   | 127,50     | 667                    | 486                    | 393                    | Плотниково   | 2               |
| Полковниковська сільська рада | 240,56     | 1156                   | 912                    | 738                    | Полковниково | 3               |

2010 року ліквідована Верх-Бобровська сільська рада, територія увійшла до складу Полковниковської сільради.
2011 року ліквідована Романовська сільська рада, територія увійшла до складу Контошинської сільради.

## Найбільші населені пункти
Нижче подано список населених пунктів з чисельністю населенням понад 1000 осіб:
| № | Населений пункт | Населення, осіб (2002) | Населення, осіб (2010) |
| - | --------------- | ---------------------- | ---------------------- |
| 1 | Косіха          | 5656                   | 5229                   |
| 2 | Налобіха        | 4486                   | 4273                   |
| 3 | Український     | 1001                   | 1022                   |